# Adam Jamal Craig
Adam Jamal Craig (ur. 17 kwietnia 1978 w Bostonie) – amerykański aktor i producent filmowy. Wystąpił w roli Dominica Vaile’a w serialu Agenci NCIS: Los Angeles (2009-2010). Absolwent Webster University.

## Filmografia

### Filmy
- 2011: Wyścig z czasem ("In Time") jako Todd White
- 2008: The Time Machine: A Chad, Matt & Rob Interactive Adventure jako Agent
- 2006: Lenexa, 1 Mile jako Todd White

### Seriale TV
- 2009-2010: Agenci NCIS: Los Angeles) jako Dominic Vaile
- 2001-2006: Herosi jako Pracownik / Wellner (gościnnie)
- 2006: Biuro jako Rolando (gościnnie)
- 2004: Życie na fali jako Jack (gościnnie)